# Amata pyrrhodera
Amata pyrrhodera är en fjärilsart som beskrevs av Edward Meyrick 1886. Amata pyrrhodera ingår i släktet Amata och familjen björnspinnare. Inga underarter finns listade i Catalogue of Life.